# Otto Wallach
Otto Wallach (født 27. marts 1847, død 26. februar 1931) var en tysk kemiker. Han modtog Nobelprisen i kemi i 1910 for sit arbejde med alyliske forbindelser.
| Kemi | Spire Denne artikel om kemi er en spire som bør udbygges. Du er velkommen til at hjælpe Wikipedia ved at udvide den. |